# Territoriale prelatuur Marawi
De territoriale prelatuur Marawi (Latijn: Praelatura Territorialis Maraviensis) is een rooms-katholieke territoriale prelatuur met als zetel Marawi, op de Filipijnen. Het omvat de provincie Lanao del Sur. De territoriale prelatuur is suffragaan aan het aartsbisdom Ozamiz. 

## Geschiedenis
De territoriale prelatuur werd opgericht op 20 november 1976, uit delen van de territoriale prelatuur Iligan, en was suffragaan aan het aartsbisdom Cagayan de Oro. Op 24 januari 1983 veranderde het van kerkprovincie en werd suffragaan aan het nieuw verheven aartsbisdom Ozamiz. 

## Parochies
De territoriale prelatuur had in 2021 een oppervlakte van 4.567 km2 en telde 1.013.810 inwoners waarvan 3,7% rooms-katholiek was.

## Prelaten
- Bienvenido Solon Tudtud (25 april 1977 - 26 juni 1987)
- Edwin de la Peña y Angot (23 juni 2000 - heden)

## Galerij van afbeeldingen

Wapen van de territoriale prelatuur

Ozamiz (aartsbisdom) · Dipolog · Iligan · Marawi (prelatuur) · Pagadian